# صخرة سيرفيرا
صخرة سيرفيرا (بالإسبانية: Peña Cervera)‏ هي قمة في جبال سييرا دي لا ديماندا، وهي تقع بالقرب من بلدة إسباينوزا دي كيرفيرا في مقاطعة برغش (منطقة قشتالة وليون)، ومنها ينبع نهر إسجوفيا.